# 稻山嘉宽
稻山嘉宽（日语：／ Inayama Yoshihiro；1904年1月2日—1987年10月9日），日本企业家，工商界人士，新日本制铁所会长。1970年代末在其任期内，接待了来访的邓小平等中国官员，并在此后支持并积极推动了对中国宝山钢铁厂的援建计划。

## 生平
1928年进入八幡制铁所。
1958年2月26日，《中日长期钢铁易货协议》签订，稻山嘉宽访华，同中国进行钢铁贸易谈判。
1968年，八幡与富士合并为新日本制铁所，稻山嘉宽在1970年任社长，1973年升为董事长。
1978年9月，稻山嘉宽率领中日经济协会访华，中国国务院副总理李先念接待。稻山嘉寬在訪華時提出，日本政府的開發援助貸款，中國可以運用。
1978年10月26日，赴日访问的邓小平考察完君津制铁所高炉和热轧生产线后，向稻山嘉宽表示，希望中国也建设这样的钢铁厂，稻山嘉宽欣然允诺。
1978年12月23日，稻山嘉宽出席了宝钢的动工仪式。
1985年9月15日，宝钢举行了竣工仪式，稻山嘉宽再度出席并致辞。
1987年10月9日，因肺癌去世。享年83岁。

## 著作
《钢铁人生：我的钢铁昭和史》 中译本，华夏出版社，2001年中国出版，ISBN: 9787508022802